# Netta Skog
Netta Skog (Numi-Pussula, 2 oktober 1990) is een Finse muzikante die momenteel voornamelijk als solo-artieste optreedt. Skog speelt de accordeon en zij is zangeres. Vanaf 2015 trad ze live op met Finse vikingmetalband Ensiferum en van 2016 tot 2017 nam zij de plaats van Emmi Silvennoinen in deze band officieel over. Daarnaast heeft de accordeoniste ook samengewetrkt met bands als Nightwish, Turisas, Children of Bodom, Mokoma, Eluveitie en Fleshgod Apocalypse. Tegenwoordig treedt Skog op als solo-artieste, maar regelmatig gebeurt dit ook in het bijzijn van Timo Kotipelto. In 2022 maakte zij onderdeel uit van de Cirque du Soleil-band tijdens hun shows in Saoedi-Arabië.